# Capdeguaita
El capdeguaita (en aragonés medieval capdeguayta) era el equivalente en la Corona de Aragón al actual cabo de la policía municipal. El cargo desapareció junto a la eliminación de los Fueros de Aragón en 1707 por Felipe V de Borbón durante los Decretos de Nueva Planta. 
En la ciudad de Zaragoza  había tres capdeguaita que recorrían las calles acompañados cada uno de ellos por los llamados hombres de la décima que como su nombre indica eran diez.
En la ciudad de Barcelona  había también tres capdeguaitas.

## Etimología
El término proviene del franco wahta (la guarda). Por otra parte en los documentos redactados en latín eran llamados como "caput exubiorum".

## Capdeguaitas de Zaragoza
Eran elegidos por el método de insaculación.
Cada uno de ellos recibía en el siglo XV un salario de quinientos sueldos. Se conocen los nombres de algunos capdeguaitas de Zaragoza de dicha época. Así por ejemplo en el año 1442 fueron Alifonso Canudo, Miguel de Aruego y Jayme Palera.